# Aeroportul Internațional Tozeur–Nefta
Aeroportul Internațional Tozeur–Nefta (IATA: TOE, ICAO: DTTZ) este un aeroport din Tozeur, Guvernoratul Tozeur, Tunisia ce deservește zona Nefta. A fost deschis în 1980 și numit după Tozeur.
Situat la o altitudine de 87 m, aeroportul dispune de o singură pistă. Este operat de Tunisian Civil Aviation & Airports Authority⁠(d).